# 自動車税
自動車税（じどうしゃぜい）は、地方税法（昭和25年法律第226号）に基づき、道路運送車両法第4条の規定により登録された自動車に対し、その自動車の主たる定置場の所在する都道府県においてその所有者に課される普通税の税金である。

## 概要
自動車税は自動車の所有の事実に担税力を見出してその所有者に課税をするもので、財産税的な側面と道路損傷負担金的な側面がある税である。
自動車税は「車検税」ではなく、車検を受ける受けないにかかわらず納税義務が生じる。
車検を受ける際に納付する義務が生じるものは国税の「自動車重量税」である。
また「道路運行税」でもないため、たとえ駐車場に置いたまま走行していない状態であっても納税義務を免れることはできない。
ただし、自動車税は「公道での走行が可能な車」(車検が切れてる場合も含む)すなわちナンバープレートの付いた車に対して発生する税金であるため、ナンバープレートのない車（自動車教習所の場内専用車、ナンバー未登録の新車、登録抹消し車庫で保管している車など）に対して自動車税は発生しない。
信販会社との契約に基づくローンにより売買された自動車の場合、債権担保の目的から所有権が売主に留保される（自動車検査証上の所有者はローン会社となる）が、割賦販売の場合には買主が所有者とみなされ自動車税を納付することとなる（「所有者」=車検証の「使用者」）。
リース契約によって調達された自動車の場合は、所有権移転外リース契約の場合は自動車検査証上の所有者（リース会社）が納税義務者となり、リース料に自動車税相当額が請求書に織り込まれているが、所有権移転リース契約の場合は割賦販売と同様にユーザが納税義務者となる。
所有者が複数人に及ぶ（複数人で所有されている自動車）場合には、連帯して納税義務を負うこととなる。

## 税率
標準税率は、次の4つの大区分ごとに、自家用、営業用、特殊な用途（8ナンバー）などの用途、さらにはその総排気量、総積載量及び乗車定員等に応じて定められている（地方税法第147条）。
事業用（いわゆる緑ナンバー）や（キャンピングカーを除く）8ナンバー車は低額な税額であるが、自家用は高額に設定されており、特に白ナンバーの乗用車（自家用乗用車）については飛びぬけて高額である。税額の最高は自家用乗用車（6.0リッター超）の11万1,000円/年に、後述のグリーン化税制によって15%重課（2015年度以降）された場合の12万7,650円/年である。
制限税率（税率の上限）は、標準税率の1.5倍とされている（地方税法第147条第4項）。

### 種別毎の税率
以下に記す税額は標準税額。

#### 乗用車
乗用車の場合は、総排気量が増えるほど税額が高く設定されており、排気量が1.0リッター超から0.5リッター刻みで6.0リッターまで税額が設定されている（地方税法第147条第1項第1号）。ただし、ロータリーエンジンを搭載する車種については、「単室容積×ローター数×1.5」の計算式により得られた値が総排気量とみなされて税率区分が適用される。
自家用乗用車は、他国と比較しても極めて高額な税額が設定されている。自動車の電動化の進展（EV・HV等）や、0.5リッター刻みの排気量での区分が一般的ではないことに鑑みると、今後税制の見直しが必要であるという意見もあるが、2019年以降も0.5リッター刻みの区分を維持したまま、区分ごとの税額差が拡大されることとなった。
地方税法と消費税法の改正により2019年（令和元年）10月1日以降に新車登録される自家用乗用車は、税率が減額された。2019年9月30日までに新車登録された自動車に関しては、2020年（令和2年）度以降も従来の税率が適用される。
| 排気量                 | 自家用                      | 自家用                      | 事業用 |
| 排気量                 | 2019年9月30日までの新車登録 | 2019年10月1日以降の新車登録 | 事業用 |
| ---------------------- | --------------------------- | --------------------------- | ------ |
| 1.0リッター以下        | 29,500                      | 25,000                      | 7,500  |
| 1.0超〜1.5リッター以下 | 34,500                      | 30,500                      | 8,500  |
| 1.5超〜2.0リッター以下 | 39,500                      | 36,000                      | 9,500  |
| 2.0超〜2.5リッター以下 | 45,000                      | 43,500                      | 13,800 |
| 2.5超〜3.0リッター以下 | 51,000                      | 50,000                      | 15,700 |
| 3.0超〜3.5リッター以下 | 58,000                      | 57,000                      | 17,900 |
| 3.5超〜4.0リッター以下 | 66,500                      | 65,500                      | 20,500 |
| 4.0超〜4.5リッター以下 | 76,500                      | 75,500                      | 23,600 |
| 4.5超〜6.0リッター以下 | 88,000                      | 87,000                      | 27,200 |
| 6.0リッター超          | 111,000                     | 110,000                     | 40,700 |

1989年（平成元年）3月31日までは、大型・大排気量である普通乗用車（3ナンバー）は贅沢品とみなされており、排気量3.0リッター以下は81,500円、3.0リッター超6.0リッター以下88,500円、6.0リッター超148,500円と、現行以上に高額な租税が課されていた。
このため、日本車で高級車と言われる自動車であっても、小型乗用車（5ナンバー）仕様が用意されることが一般的で、この頃入り始めたメルセデス・ベンツやBMWのドイツ車でも5ナンバー車が用意されていた。大排気量のアメリカ車が販売の主力である、ゼネラルモーターズ・フォード・クライスラーの陳情を受けたアメリカ合衆国連邦政府から非関税障壁の外圧もあり、現行の排気量に比例した税額に改められた。
しかし、この税制改定はアメリカ車の拡販に寄与することは少なく、日本車は大排気量エンジンと外装部品で3ナンバー仕様とする車両が増え、また輸入車はドイツ車やスウェーデンの高級車が一層増える結果となった。

#### トラック
トラックは、最大積載量が増えるほど税額が高く設定されている。最大積載量が1トン超から1トン刻みで8トンまで税額が設定されている（地方税法第147条第1項第2号）。
| 積載量             | 自家用                | 事業用                |
| ------------------ | --------------------- | --------------------- |
| 1トン以下          | 8,000                 | 6,500                 |
| 1トン超〜2トン以下 | 11,500                | 9,000                 |
| 2トン超〜3トン以下 | 16,000                | 12,000                |
| 3トン超〜4トン以下 | 20,500                | 15,000                |
| 4トン超〜5トン以下 | 25,500                | 18,500                |
| 5トン超〜6トン以下 | 30,000                | 22,000                |
| 6トン超〜7トン以下 | 35,000                | 25,500                |
| 7トン超〜8トン以下 | 40,500                | 29,500                |
| 8トン超            | 40,500+1トン毎に6,300 | 29,500+1トン毎に4,700 |

ダブルキャビントラック、ライトバンなど貨物自動車であっても4人以上の乗車定員をもつ車両は「貨客兼用」となり、総排気量及び最大積載量に応じた税額となる。

#### バス
バスの場合は乗車定員が増えるほど税額が高く設定されている。事業用では一般乗合用（通学バス含む）かそうでないかで税率が異なる（地方税法第147条第1項第3号）。
| 乗車定員         | 自家用 | 事業用（乗合） | 事業用（その他） |
| ---------------- | ------ | -------------- | ---------------- |
| 30人以下         | 33,000 | 12,000         | 26,500           |
| 30人超〜40人以下 | 41,000 | 14,500         | 32,000           |
| 40人超〜50人以下 | 49,000 | 17,500         | 38,000           |
| 50人超〜60人以下 | 57,000 | 20,000         | 44,000           |
| 60人超〜70人以下 | 65,500 | 22,500         | 50,500           |
| 70人超〜80人以下 | 74,000 | 25,500         | 57,000           |
| 80人超           | 83,000 | 29,000         | 64,000           |

#### その他
貨客兼用車、三輪の小型自動車、牽引車、被牽引車、特種用途車、キャンピングカーなど用途に応じた自動車税が設定されている。

### グリーン化税制
2002年（平成14年）度から、ハイブリッド車、および電気自動車を除く排出ガス及び燃費性能の優れた環境負荷の小さい自動車（低公害車）は、その性能に応じて税が軽減され、新規登録から一定の年数を経過した乗用自動車（事業用乗合バスを除く）の税率を重課する特例措置（いわゆる自動車税のグリーン化、グリーン化特例）が実施されている。
ガソリンエンジン車13年、ディーゼルエンジン車11年経過で約15%重課（2014年（平成26年）度までは約10%重課）、貨物自動車は約10%重課となっている。
この「グリーン化税制」は、排ガス性能や燃費の向上による環境保護という名目のもと、経済対策（新車販売の内需回復）が織り込まれており、新車製造にかかる環境負荷や、古い車を廃車にする際の環境負荷（まだ使えるのに捨ててしまうというもったいない精神を逸脱する行為）、オーナーの燃料消費状況（古い車であってもあまり走行せず燃料消費量が少ないなど）といった要素の環境負荷については、一切考慮されていない。
なお、重課の条件は登録より一定年数の経過であるため、世界で長年使用されてきた古い旧車を日本に輸入して登録した場合は、この登録が初回登録となるので、いくら燃費が悪く製造より13年以上経過していようと重課対象にはならない。

## 賦課期日・納期

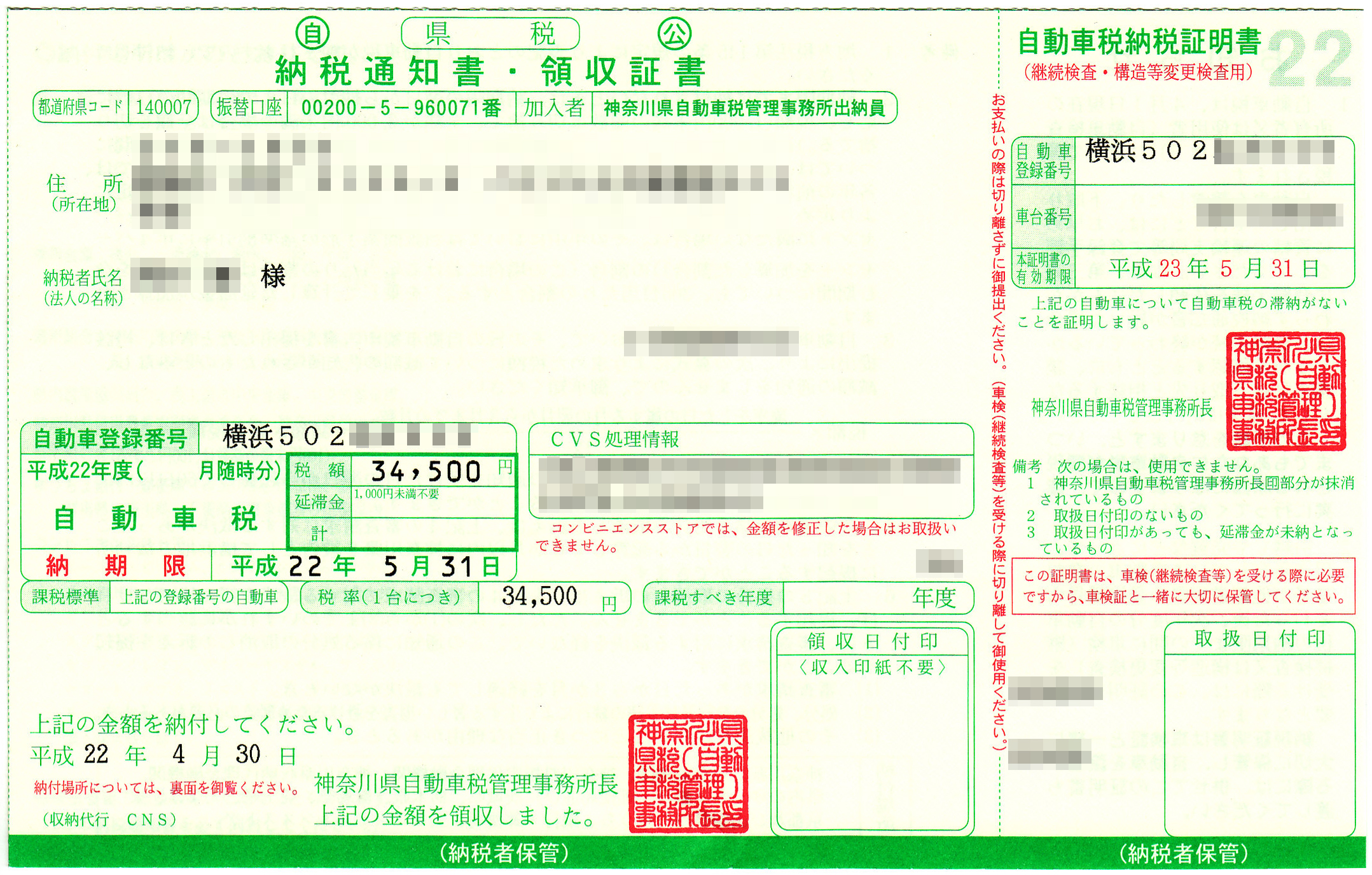
自動車税納税通知書（2010年度）

賦課期日は4月1日で、納期は原則として5月中である。5月31日が土曜日の場合は6月2日、日曜日の場合は翌1日が期限になる（地方税法第148,149条、青森県と秋田県においては条例により6月中としている）。4月1日時点の所有者に対して、5月頃に都道府県から送付される納税通知書によって納める。この期限までに払わなかった場合、遅れた日数に応じた延滞金が加算される。

### 新規登録
4月1日以後に自動車（新車）を購入し、運輸支局で新規登録を行った場合は、その購入月の翌月から月割で自動車税が課せられる（地方税法第150条第1項）。例えば、9月15日に自動車（新車）を購入すると、10月から3月までの6か月分を新車登録時に納付する必要がある。車を購入するときのいわゆる「諸経費」に、これも含まれている。それ以降は毎年5月頃に届く納付書で支払う。

### 抹消登録
年度中に廃車等を行い、運輸支局で抹消登録を行った場合は、抹消登録を行った翌月以降の税額が還付される（地方税法第150条第2項）。

### 注意事項
4月1日時点で自動車を「所有して」いれば（車両にナンバープレートが付いていれば）、所有者に「法律上の納税義務」があり、4月1日に名義変更を行っても納税義務が生じる。
このことから、車検の残っている中古車を年度末に購入したり、車を下取りに出す・売却する場合、3月31日迄にそれらの登録を行わないと従前の所有者に納付義務が生じるため、その日付に対する注意が必要である。新所有者となるべき者が運輸支局等で移転登録や抹消登録の登録手続きを忘却していた場合、旧所有者に対して新年度分の自動車税が課税されることになる（遡って登録することは、職権による物を除いてできない）。
なお、4月1日以降に自動車を新規登録する場合には、年度分全額の自動車税の納税義務は生じない（登録月の翌月から当該年度末までの自動車税を月割で納付する）。また、4月1日以降に抹消登録するなど使用を中止しても、その年度の分の自動車税の納税義務を逃れることはできないが、当該月度分のみの課税義務を負うこととなるため、一度自動車税の全額を納付した上で、登録月の翌月から当該年度末までの分が月割で還付される。
こうした法的責任とは別に、売買時に行われる当事者間での取り決めにより、例えば月割の自動車税額に相当する金銭がやり取りされることがある。そうした取り決めの内容が曖昧であったり、一方の当事者が誠実に履行しない場合にトラブルとなるケースもある。
自動車販売の需要、販売会社の決算、課税基準日が重なるため、3月は各地の運輸支局が混雑し、特に3月31日が閉庁日となる場合は、最終週に登録申請が殺到する。

### 同一都道府県外への転出・転入
2005年度以前は、新たな使用の本拠となる都道府県に月割で納付し、従前の使用の本拠である都道府県から月割で還付を受けることが必要であったが、2006年度から新たな使用の本拠となる都道府県による月割課税が廃止された。従前より移転登録等がなされた旨を当該都道府県同士で共有してはいたものの、業務簡略化等のために、都道府県同士で月割自動車税相当額の送金を行うことで対応することとなった。
当該年度内に都道府県を跨ぐ移転登録が複数回なされ納税証明書の添付がなかった場合に、継続検査等を受ける者の（従前の使用の本拠を調査するために登録事項等証明書を取得するなど）事務負担が大きかったが、2015年4月以降、運輸支局等の窓口で自動車税の納税状況の把握が可能となった。

### 保留
車検の更新がない場合、自動車税が納付されないケースが多い。このような場合には都道府県によって「扱いが異なる」が一部の都道府県では「自動車税課税保留制度」があり、この制度の下、「保留」という処置が執られる。この制度の適用は、基本的に都道府県が職権で行うものであるが、納税義務者等からの事情届の提出を要件とする都道府県もある。
ただし、自動車の再使用すなわち車検申請に際して保留は解除され納付義務が発生する。対して、一時抹消及び抹消手続きが申請された際には納付義務がそのまま消滅する。一時抹消後、登録（車検）した場合には、消滅した自動車税の納付義務は回復しない場合が多い（都道府県により対応は違う）。ただし、車検が有効な期間に納付されていなかった自動車税に対しては保留ではなく未納分とみなされ、保留期間に入った後も納税義務は保留されず、消滅もしないので注意が必要。
この制度は、法の趣旨を「逸脱」し、「自動車税は自動車を使用している期間に対して課税される」という考え方の下、車検が切れた期間は「自動車は使用されていない」とみなして納税義務を保留とするものである。都道府県によって扱いが異なり、また課税担当者によっても扱いが異なることがある理由が、ここにある。車検が切れている車であっても、例えば年式の新しい車、高級車、クラシックカーなど財産価値の高い車についてはこの保留制度を適用しないなど、課税担当者の恣意的な運用も見られる。
納税通知書を発付する時点で車検切れになっている自動車について、一律に課税保留する（最初から納税通知書を送付しない）取り扱いをしている都道府県がある一方、納期限までに納税のあった自動車については課税を継続し、滞納になって一定期間を経過した自動車のみ、遡って課税保留する（これにより、滞納した方が納税義務者にとって得になる）扱いをする県もある。

## 非課税・減免
- 国・地方税法にいう非課税独立行政法人・国立大学法人・日本年金機構・都道府県・市町村（特別区を含む）が所有する自動車は、非課税である（地方税法第146条）。
- 身体障害者が所有する自動車や、もっぱら身体障害者の通院など生活に使用する自動車については、条例により減免を行っている都道府県が多い。
- 自動車窃盗に遭っていた期間については、警察に届出した上で申請することにより、月単位で（盗難に遭った翌月から、発見されて警察から返却された月まで）自動車税が減免され、すでに納付済みの自動車税については還付を受けられる。

## 各国の自動車税
日本の自動車税は日本自動車工業会の調査によれば、ドイツの約2.4倍、イギリスの約1.4倍、フランスの約6倍、アメリカ合衆国の約14倍となっている（全て同条件で比較：車体価格130万円、9年間使用、排気量1800cc）など、非常に高額である。
アメリカ合衆国では、連邦レベルの自動車税は存在しない。州ごとにライセンスナンバーの更新費用が、毎年徴収される。額は州（場合によっては郡）によって異なるが、一般的な乗用車の場合20ドルから60ドル未満がほとんどである。
フランスでは、2000年をもって個人の所有する自動車に対する自動車税は廃止されている。

### 自動車税以外の自動車関連諸税を含めた諸外国との比較
自動車税以外の自動車関連諸税（自動車重量税、自動車取得税、消費税、付加価値税など）も含めて比較した場合は、日本はドイツとフランスの約1.9倍、イギリスの約1.4倍、アメリカの約5倍となっており、前述の自動車税のみの比較とは差が縮小してはいるが、やはり高額である。
しかし燃料税（ガソリン税・軽油引取税）に関して、日本は先進国のなかで安く、保有税と燃料税を全部含めた「トータルコスト」だと、自動車所有者の平均納税額は、日本よりヨーロッパ諸国のほうが高い税制となっている。
なお自動車関連の諸税は、日本以上に高額な国家（シンガポール、インドネシア、中華人民共和国特別行政区の香港・マカオ）も存在するが、以下のように自動車にだけ特別高い税金がかけられているわけではなかったり、自動車関連諸税が高額でも、公共交通機関の安価な運賃による自家用自動車の代替移動手段により、国民生活に大きな支障を及ぼさないといった背景がある。
ノルウェーやスウェーデンなどの北欧諸国は、排気量・重量・環境対策技術に合わせた取得税に高額な消費税（25%前後）がかかり、取得後の道路税や炭素税などの環境税を合わせると日本以上になるが、北欧諸国は自動車に限らず、高額な租税負担を求められる（高福祉高負担）国家であり、自動車ユーザーに対する負担が特別高いというものではない。また電気自動車は免除、燃費の良いエコカーは減税になる特例が存在し、都市部では公共交通機関が発達しているため、国民の生活には影響が少ない。
デンマークは、登録税として基準価格を超える額について車両価格の150%（ディーゼル車はさらに課税される）が課せられる。2015年までは180％であったが、燃費が優れた新しい自動車への買い替えを促す目的で、2016年以降、現行に引き下げられた。デンマークは総人口の9割近くが都市に居住しており、さらに全体的に平坦な国土であり山が少ない（最高地点は海抜173m）ため、自転車専用道が整備されており、国民に自転車利用が浸透している背景がある。また公共交通機関も充実しているため、雨天でも影響は少ない。
シンガポールは年間の新規登録台数に上限があり、景気に合わせて価格が変動する入札制の車両購入権（英語: COE; Certificate of Entitlement）に加え、輸入関税・消費税・登録料・道路税が課せらるため、乗り出しまでに車両価格の4-5倍程度が必要になり、購入後もERP（Electronic Road Pricing）というETCに類似した車載装置の設置が義務になっているため、市街地への進入や、シンガポール・チャンギ国際空港へ乗り入れると、自動的に課金される。
シンガポールは、国土面積が日本の淡路島程度であり、マレーシアからの分離独立当初から、自動車による慢性的な道路渋滞が発生し、社会問題になっていたことから、高額な租税は限られた国土を有効に使うために、自動車を極力排除しようという政策によるものである。その代わり低運賃の公共交通機関が充実しているため、個人が実用品として自家用車を購入する必要は無い。しかし、購買力のある富裕層が高級車を買い求めるため、シンガポール政府がCOEを減らしても、登録台数はあまり減少していない。

## 自動車ユーザーへの過重な負担
日本では、自動車の所有者に対して、この自動車税の他にも自動車重量税や自動車取得税(2019年10月1日に廃止、環境性能割へ移行)、燃料への課税（ガソリン税・軽油引取税・石油ガス税）、さらには消費税（自動車の購入時と燃料購入時への課税）が課せられる。多数の税金が複雑に絡み合っており、またその負担額も大きく、特に自家用の乗用車にはさらに高額な負担を強いていることから、若者の車離れを促進し、日本の自動車産業を衰退させている原因として、自動車の業界団体から問題視されている。
特に自家用乗用車の自動車税について、軽自動車に課せられる軽自動車税とは比較にならないほど過重な税負担となっていることが問題視されている。自家用軽乗用車は1年で10,800円である（2014年度までの登録車で登録より13年未満経過の車両については7,200円）。これに対して排気量1.0リッター以下の自家用普通乗用車（排気量600ccの旧型スマートなどを含む）は、わずか1年でも24,000円（2019年9月30日まで新車登録された車両については新車登録から13年(ディーゼル車は11年)以内(ハイブリッド車除く)であれば29,500円）も支払わなければならず、排気量1.0リッター超1.5リッター以下のコンパクトカーですら30,500円（2019年9月30日まで新車登録された車両については新車登録から13年(ディーゼル車は11年)以内(ハイブリッド車除く)であれば34,500円）も支払わなければならない。これは、エンジンの排気量のみを基準に課税していることに起因することと、軽自動車が特別優遇されていることに起因している。しかし、世界的に見ると日本の自家用普通車への課税額は異常に高い額であり、2010年に日本自動車工業会の志賀俊之会長は、優遇されているはずの軽自動車への税負担額（この当時の段階では7,200円）が国際的なレベルであるとしている。
日本自動車工業会の2012年調査によれば、車体価格180万円（税抜）、排気量1800cc、車体重量1.5トン未満の乗用車について、年間燃料消費量1,000リッターという条件で11年間保有した場合、有料道路の料金（2010年度の料金収入より試算したもの）や自賠責保険、自動車リサイクル料金を加味すると、185万4,200円もの税負担額が課せられる（税率は2012年4月1日現在のもの）。

### 営自格差
自家用車と事業用車に対する税額の差を営自格差といい、自家用車は軒並み事業用車より高額であるが、とりわけ乗用車に対する税額の差がおよそ4倍と極めて大きく問題視されている。なお、軽自動車税においても同様で乗用車に対する営自格差が最も大きい（乗用登録車の営自格差ほどの大差は無いが、2015年4月の増税により差が拡大している）。
但し、事業用車は自賠責保険や任意保険の保険料は自家用車と比べて高額に設定されており事業用車の維持費が安いというわけではない。

## 自動車重量税との二重課税の関係
自動車重量税は、自動車税とは納付の期日や方法が異なるものの、自動車税と同じく「自動車の保有」に対して課税される。自動車業界は自動車税と自動車重量税は課税原因が同じであり、二重課税であると指摘している。

## 自動車税をめぐる攻防
2009年、総務省は「環境自動車税」の創設を提案。二酸化炭素排出量と自動車排気量を基準に課税する「環境自動車税」を新たに地方税として創設すべきだとする報告書をまとめた。
2011年、「政府税制調査会は、自動車を買ったときに納める自動車取得税を廃止する方向で調整に入った。東日本大震災や円高などで消費者心理が冷え込んでおり、減税で車の購入を促す。」とされ、経済産業省や経済界が、消費者の負担軽減を要望した。しかし、二か月後の最終調整では「重量税は、本来の税額に上乗せしている3,000億円の半分、1,500億円を減税する。取得税は変えない。エコカー減税は対象車種を絞ったうえで、来春から3年間延長する。さらにエコカー補助金を復活させ、今年度第4次補正予算に3,000億円を計上する」ということになった。
2013年、「総務省は具体的な計算方法や税額をまだ示していないが、改革案では「自動車税と軽自動車税に2万円以上の格差があるのはバランスを欠いている」と、軽自動車税の増税方針を示した。高級車など燃費が比較的悪い車も増税の方向だ。」とされ、「軽自動車税の増税で一部を補いたい考え」が示され、かえって増税ということになった。2013年、自動車業界は円高、震災、増税の三重苦を受けていた。同年末、「地方税収を維持したい自治体・総務省と、減税を勝ち取りたい自動車業界との攻防があった。公明党は増税に反発したが、自民党は、輸出競争力のある普通車の優遇と地方財源の確保に軍配を上げた」とされ、戦略産業の一つとしての自動車は助けるが、あくまで自民党は地方財源の確保を優先させた。
2014年、「自動車業界は今年、消費税の再増税を前提に「取得税の廃止」を一致して働きかけてきた」とある。ここから自動車業界の巻き返しが起こる。同年、茂木敏充経済産業大臣が「自動車産業を取り巻くグローバル化の波の中で、TPP（環太平洋戦略的経済連携協定）、日EU EPA（経済連携協定）を始めとし包括的レベルの高い経済連携の網を世界に張り巡らせていく努力を続けて参りたいと考えている」と話した。
さらに「省エネ、そして電気自動車、自動走行、様々な分野でイノベーションが生まれ、その相乗効果で好循環が生まれるような年をつくって参りたい」と述べた。
2015年、「消費税率10％で車の販売が67万台、雇用は26万人減る」。2015年10月、「日本自動車工業会（自工会）の永塚誠一副会長は、総務省で開かれた自動車税制に関する有識者会議でそんな試算を示した。かつて経済産業省で自動車課長を務めた永塚氏に続き、現役の伊吹英明・自動車課長も「自動車税の引き下げを」とたたみかけ、業界と経産省の連係プレーを見せつけた。
2015年12月9日、青木信之・総務省自治税務局長の電話の声には焦りがにじんだ。「先生の考えを踏まえてもう少し考え、文案も含めて打ち返したい」。「先生」とは、自民党税制調査会（党税調）の額賀福志郎・小委員長。自動車に関する今後の課税の方針を「与党税制改正大綱」にどう書き込むかで調整がつかず、青木氏と額賀氏の秘書の間で押し問答が数分続いた。額賀氏は、税制の決定権限を持つ党税調の中枢メンバーでありながら、自動車業界を応援する国会議員でつくる「自民党自動車議員連盟（議連）」の会長でもある。自動車に関わる税制改正では与党内で最大の影響力を持つ人物だ。額賀氏が自動車税の減税を強く要望。「政府・与党は9日、消費税率が10％に上がる2017年4月から始める新たな自動車税の枠組みを固めた。主に国が2020年度に達成すべき環境性能として定めた「20年度燃費基準」をもとに税率を決め、燃費のいい車を買えば税負担を軽く、燃費が悪い車は重くする。全体の減税規模は約200億円となる見通しだ」とされ、200億円規模の減税が当初は予定された。
2016年、自動車業界は再び劣勢に陥る。「自動車を買う際に払う取得税や重量税が、来年4月から多くの車で高くなりそうだ。いまは新車販売台数の9割が対象となっている「エコカー減税」の基準を厳しくし、対象を2017年度は8割、2018年度は7割に減らす。対象に残る自動車も、減税幅が小さくなる可能性がある」とされた。
2018年6月、自動車業界への重税に痺れを切らした国民民主党古本伸一郎が、自動車関係諸税に関する質問主意書を第4次安倍内閣に提出した。ここで安倍晋三から「車体課税等の見直しについては、社会保障の安定財源の確保等を図る税制の抜本的な改革を行うための消費税法の一部を改正する等の法律（平成二十四年法律第六十八号）に基づき、平成二十八年十二月八日に与党が取りまとめた「平成二十九年度税制改正大綱」を踏まえ、検討を行ってまいりたい」という答弁を引き出すことに成功。さらに、平成二十四年度の野田内閣の時において行われた、自動車重量税の税率の見直しを通じた税負担の軽減については「新成長戦略の実現並びに税制の公平性の確保、及び課税の適正化の観点から要請される、特に喫緊の課題に対応するため、自動車重量税に係る税率の見直し及び環境性能に優れた自動車に対する軽減措置の拡充、延長等を行うこととしたものである」という新しい解釈を引き出すことで、自動車業界が戦略産業であることの認識を確認させた。ここで自動車税と直接的に関係はないが、古本は、2015年度の成長志向の法人税改革において、地方税収の確保を布石として打っていたことがあり、自民党がこれ以上地方税収の落ち込みを口実として、自動車税の減税から逃げるといった回路を塞いでいた。これにより、自民党は自動車税の減税に踏み込まざるを得なくなった。
2018年、自民党の宮沢洋一・税制調査会長が、消費増税に備えた対策として、自動車や住宅の減税を検討する考えを示した。「宮沢氏は、消費増税後の消費の落ち込みを防ぐ必要性に触れ、「地方税の自動車税をある程度低くしたとしても、（地方の税収減の）財政的な穴埋めをすることは理屈としてあり、この1、2年の対策は難しくない」と表明。消費増税対策を当初予算に盛り込む2019年度と2020年度については、自動車減税による地方税収の落ち込みを、地方に配る予算を増やして補うことなどで対策が実施可能だ、という認識を示した。一方、自動車業界が求める恒久的な自動車減税については、「（自治体が）道路の維持補修などに相当多額の負担をしているのも事実」として、「両方の意見を聞きながらやっていかなければならない」と述べるにとどめた」とある。
2018年、日本自動車工業会（自工会）は9月20日、2019年10月1日の消費増税を控え、大幅な減税要望を発表した。ただ、財務省や総務省は税収減につながる改正に消極的で、調整は難航した。「消費税増税が来年に迫っている。市場影響見通しで約30万台減、経済効果で約2兆円のマイナス、雇用で9万人減と予想される」。自工会の豊田章男会長（トヨタ自動車社長）は同日の記者会見で危機感をにじませ、「車を普及させるには今の税金はあまりにも高すぎる」と訴え、自動車業界と財務省、総務省とが衝突。「財務省幹部は「道路の老朽化の原因をつくるのは車。利用者が負担するのは当然だ」、総務省幹部も「代わりの財源を探してから要求するべきだ」と、いずれも恒久減税には消極的だ。」とした。他方で、自民党の経済産業部会で経産省の担当者は、自動車減税の必要性を訴えた。
2018年12月7日、「自動車を持っているだけで毎年かかる自動車税をめぐり、政府・自民党は1台あたりの税負担を最大で年4,500円引き下げる方向で最終調整に入った。全体で1,300億円規模の減税となる見込みだ。その一方で、燃費のいい車の税負担を減免する「エコカー減税」の対象を絞り込むなどの増税も実施し、減税分の財源にする方針」を固めた。自民党と国民民主党の利害が一致し、最終的に自動車税は減税された。

## その他
普通徴収で、自動車の台数だけ課税されるため、納付件数が膨大であり、納期内納付率もほかの税目と比べて高くない。納税の義務を果たしやすくあるいは納税逃れが出来なくするようにするべく、コンビニ・Pay-easy（ペイジー）など納付機会の拡大とともに、滞納者に対してタイヤ固定装置を使用した自動車の差押えを実施し、徴収強化をしている。
原則として現金納税と決められているが、それ以外の納付方法があり、
- 高知県を除き、クレジットカード払い（要手数料。分割可）が利用できる（2022年現在）。
- 「自動車保有関係手続のワンストップサービス」ウェブサイトを利用することで、インターネットバンキング経由での電子納付が利用できる。なお、対象地域は全国ではなく、一部地域のみ（個人番号カードやICカードリーダーが必須）。